# カロリーナ・ウカシク
カロリーナ・ウカシク（Karolina Łukasik、1982年1月7日 - ）は、ポーランドの元女子プロボクサーである。ワルシャワ出身。元WBA女子世界スーパーウェルター級暫定王者

## 来歴
小学生の頃から水泳や体操などを経験し、1999年よりキックボクシング、アマチュアボクシングに打ち込む。
2001年にキックボクシング国内選手権優勝、アマチュアボクシングでも2003年欧州選手権で銅メダルを獲得し、2005年の世界選手権にも出場した。
2006年、プロを目指すためドイツ・ハンブルクに移り、3月25日にプロデビュー戦を勝利。
2007年1月13日、ジル・エメリーと空位のWIBF世界ジュニアミドル級王座を争い、2-1判定で初タイトル獲得。
2007年5月19日、元WIBF-GBU世界ウェルター級王者Heidi Hartmannに3者フルマークの完勝で初防衛。
2007年9月7日、ガブリエラ・マルセラ・サパタを8回TKOで倒し、2度目の防衛と合わせてWBA暫定・GBU王座を獲得し、3冠達成。
2007年11月13日、ヤハイラ・ヘルナンデスに3者フルマーク勝利でWIBF3度目、WBA暫定・GBU初防衛に成功。
2008年3月29日、敵地トリニダード・トバゴにてWBA正規王座との統一戦に自身が保持するすべてのタイトルとWBC・WIBA・WIBFを合わせた6冠戦としてジゼール・サランディと対戦、しかし0-3でプロ初敗戦を喫し無冠になった。
2008年9月14日、再起戦として初めて母国ポーランドでRenata Rakocziと対戦し、5回TKO勝利。しかし、これが最後の試合となり引退。

## 戦績
- 11戦 10勝（2KO） 1敗

## 獲得タイトル
- WIBF世界ジュニアミドル級王座
- WBA女子世界スーパーウェルター級暫定王座
- GBU世界ジュニアミドル級王座